# Ofelia Prodan
Ofelia Prodan (Urziceni, 12 de enero de 1976) es una poeta rumana contemporánea.

## Biografía
Nació en Urziceni, en Ialomița. Estudió sociología en la Universidad de Bucarest, y realizó estudios de posgrado en la Facultad de Informática de la Universidad Politécnica de Bucarest. Debutó con el volumen El elefante en mi cama. Ha publicado en las revistas literarias más importantes de Rumanía. Sus poemas han sido traducidos al inglés, francés, portugués, español, italiano, neerlandés y húngaro. Ha publicado en la revista Asymptote, la revista Nuovi Argomenti, la revista Atelier, la revista Gierik & Nieuw Vlaams Tijdschrift (número 123, 2014) y la revista Les écrits (número 156, 2019). Ha tenido lecturas públicas en España, Alemania e Italia. Es la ganadora del Premio Internacional de Poesía y Prosa Clásico Cultural Napoli, 8.ª edición, 2013, ganando el Primer Premio en la sección de poesia in lingua straniera.

## Libros publicados
- El elefante en mi cama, Vinea, 2007; eLiterature, 2013 (Gran Premio Ion Vinea, 2007; Premio al debut de la Asociación de Escritores de Bucarest, 2008;[4] Premio de la revista Luceafărul, 2008; Nominación al Premio Nacional de Poesía Mihai Eminescu - Opera Prima, 2008)[5]

- El librito, Brumar, noviembre de 2007 (nominación al premio “Euridice”, 2008)[6]
- Invincibles, Vinea, junio de 2008
- Crazy Roulette, Vinea, 2008; eLiterature, 2013 (Premio Especial en el Festival Nacional de Poesía “George Coșbuc”, XXV edición, 2009)[7]
- En tres días el mundo será devorado, Paralelo 45, 2010[8][9] (Nominación al Premio Marin Mincu, 2010)
- Ulises y el ajedrez (Ulises y la partida de ajedrez), volumen bilingüe, Charmides, 2011 (nominación Marin Mincu, 2011)
- Călăuza, Cartea Românească, 2012[10] (Premio Ion Minulescu, 2013)[11]
- Sin salida, Charmides, 2015, (Premio Nacional "George Coșbuc", 2015)[12]

- La serpiente en mi corazón, Cartea Românească, 2016,[13] (Premio Libro de Poesía del Año 2016, Festival Nacional Avangarda XXII, 2017)[14]
- Número de formación, Cartea Românească, 2017[15]
- historia clínica, Charmides, 2018
- Voces con defecto especial, Paralelo 45, 2018[16]
- Elegías alucinógenas (Elegías alucinógenas), volumen bilingüe, traducción italiana de Mauro Barindi, Edizioni Forme Libere, Italia, 2019.[17] (Premio especial del presidente del jurado en el Premio Bolonia en Lettere, 2021)[18]
- reciclamos periódicamente clichés, Limes, 2019[19]
- historias con el poeta ddmarin y otros personajes controvertidos, Limes, 2020[20]
- La resonancia comienza cuando oscilamos en la misma frecuencia, Limes, 2021[21]

## Antología
- Alto, Antología de autor, 2007-2012, volumen bilingüe, El Genio Maligno, Granada, 2017[22]

- Antología del Coloquio de Jóvenes Escritores, coord. Antonio Patraș, Ed. Convorbiri literare, Iași, 2008
- Poesía anti-utópica. Una antología del dualismo poético rumano,[23] Daniel D. Marin, Ed. Paralela 45, Pitești, 2010
- Los poemas más bellos de 2010, Claudiu Komartin y Radu Vancu, Editorial Tracus Arte, Bucarest, 2011
- Los poemas más bellos de 2011, Claudiu Komartin y Radu Vancu, Ed. Tracus Arte, Bucarest, 2012
- Voor de prijs van mijn mond[24] - antología de poesía rumana del último medio siglo, Ed. Poezie Centrum, Bélgica, 2013, introducción y traducción de Jan H. Mysjkin
- Real Fictions,[25]  un proyecto colectivo iniciado por Florin Piersic Jr., Ed. Humanitas, 2013
- No tiene precio, la boca que habla poesía (Pour le prix de ma bouche, traducción y prólogo de Jan H. Mysjkin),[26] Les éditions l'Arbre à paroles, 2019

## Afiliaciones
- Miembro del Sindicato de Escritores Rumanos y del Pen Club Romania